# Gabriel de Grupello

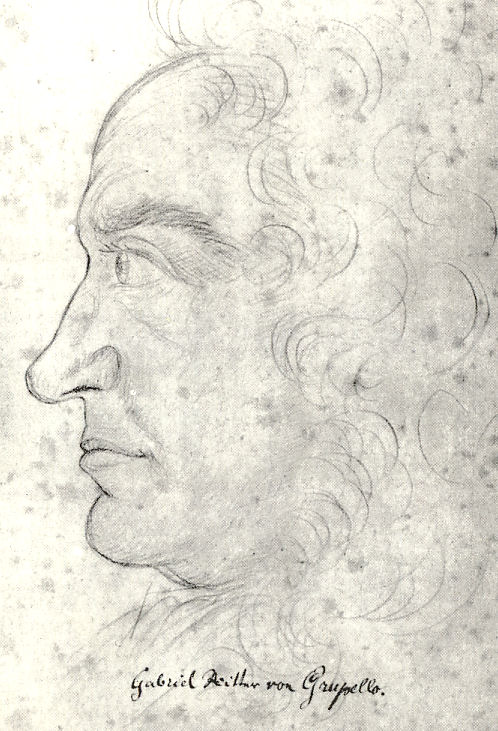
Gabriel de Grupello

Gabriel de Grupello (22 de mayo de 1644, Geraardsbergen - 20 de junio de 1730 Ehrenstein, cerca de Aquisgrán) fue un escultor belga. 
Gabriel descendía de una antigua familia del milanesado de la cual una rama poco favorecida por la fortuna había ido a establecerse a los Países Bajos. Después de haber estudiado en Amberes y en París fue llamado a la corte del elector palatino Juan Guillermo que en 1695 le nombró primer escultor. A su regreso a su patria en 1716 obtuvo el mismo título de parte del emperador Carlos VI. Se dice de él que poseía facilidad de ejecución, inspiración y elegancia pero carecía su cincel de pureza. 
No había estudiado obras clásicas. Sus producciones son muchas en número. De ellas, cabe citar las siguientes:
- Estatua ecuestre en bronce del elector palatino, erigida en medio de una plaza de Düsseldorf
- Una estatua ecuestre en mármol del mismo príncipe
- Una Magdalena expirando, en mármol, a tamaño natural
- Una Diana y un Narciso en el parque de Bruselas
- Un grupo destinado a decorar una fuente ejecutado en 1675, notable por su gracia y movimientos y que se halla en el Museo de Bruselas.